# To niemożliwe (album Milano)
To niemożliwe – siódmy album zespołu Milano wydany w 1999 roku w firmie fonograficznej Green Star. Płyta zawiera 17 piosenek w tym 11 utworów premierowych, remiksy piosenek O tobie kochana i Śpiewaj z nami oraz 4 piosenki w wersji instrumentalnej.

## Lista utworów
1. "Wakacje" – 4:30
2. "Tańcz" – 3:08
3. "To niemożliwe" – 3:53
4. "Jesteś tu" – 4:10
5. "Wszyscy razem" – 3:55
6. "Gdzie jesteś gdzie" – 4:09
7. "Śpiewaj z nami" – 3:57
8. "Kiedy jestem z tobą" – 3:56
9. "Obejmij mnie" – 4:19
10. "Everybody frytki" – 3:29
11. "Wakacje (instrumental)" – 3:50
12. "Tańcz (instrumental)" – 3:08
13. "To niemożliwe (instrumental)" – 3:51
14. "Everybody frytki (instrumental)" – 3:29
15. "O tobie kochana 98" – 4:23
16. "Śpiewaj z nami (remix)" – 3:20
17. "Święta Bożego Narodzenia" – 3:07

## Autorzy
- Muzyka – Andrzej Borowski (7, 8, 10, 14, 16), Bogdan Borowski (2, 12), Piotr Kopański (1, 3, 4, 5, 6, 9, 11, 13, 15, 17)
- Słowa – Andrzej Borowski (1, 3, 4, 5, 6, 7, 8, 9, 10, 15, 16), Bogdan Borowski (2), Piotr Kopański (17)